# 1916 en journalisme
Cet article présente les faits marquants de l'année 1916 en journalisme.

## Évènements
- 5 juillet : Après la publication de cinq numéros en 1915, le journal du Canard Enchainé est relancé en 1916[1].

## Naissances
- 23 janvier : David Douglas Duncan, photojournaliste de guerre américain († 7 juin 2018).
- 21 septembre : Françoise Giroud, journaliste, écrivaine et femme politique († 19 janvier 2003).
- 1er octobre : Rosamond Bernier, journaliste américaine († 9 novembre 2016).
- 4 novembre : Walter Cronkite, journaliste américain († 17 juillet 2009).